# 广西石笔木
广西石笔木（学名：Tutcheria kwangsiensis）为山茶科石笔木属下的一个种。

## 扩展阅读
- 維基物種上的相關：广西石笔木